# Xocavənd
Xocavənd, Khojavend o, in armeno, Martowni (Մարտունի), Martuni o Martouni, è un comune azero, capoluogo dell'omonimo distretto.
Prima dell'esodo della popolazione armena, Xocavənd contava 5 700 abitanti e sorge su delle colline a 41 km a est da Step'anakert.
Scavi archeologici hanno consentito il ritrovamento di numerosi reperti del Neolitico e dell'età del bronzo; la città annovera anche diverse chiese medioevali (in rovina) e numerosi khachkar ben conservati. Parte dei ritrovamenti si trovano presso il museo delle tradizioni locali mentre i pezzi più significativi furono stati trasferiti al museo Artsakh.
Fino al 1991 Martuni è stata capoluogo dell'Oblast' autonoma del Nagorno Karabakh. Durante la guerra la sua difesa venne affidata al comandante Monte Melkonian al quale è dedicato un monumento. Fra il 1991 e il 2023 la cittadina è stata sede di una comunità dell'Artsakh nonché capoluogo dell'omonima regione ed è stata ufficialmente denominata con il toponimo di lingua armena.
Il palazzo della cultura, chiamato "Opera" è esattamente una copia in piccolo dell'omonimo teatro di Erevan. Nell'autunno 2017 si è tenuta la prima edizione del festival del melograno.
Martuni diede i natali al politico Leonard Petrosyan.